# Universidade Joseph Fourier
A Universidade Joseph Fourier (ou Grenoble-I) é uma Universidade francesa, sediada em Grenoble, ao sudeste da França.
Em 2016, ela se torna a Universidade de Grenoble Alpes.